# Renegade Spirits
Renegade Spirits ist ein Jazzalbum von Dennis González. Die am 19. Juni 2008 in der Royal Lane Baptist Church, Dallas entstandenen Aufnahmen erschienen 2008 auf dem Label furthermore.

## Hintergrund
Seit 1999 arbeitete der Trompeter Dennis González größtenteils mit seinen Söhnen Aaron (Bass) und Stefan (Schlagzeug) als Trio namens Yells at Eels zusammen und legte mit ihnen eine Reihe von Alben vor wie Geografía (2006), The Great Bydgoszcz Concert (2009, mit Rodrigo Amado) und Resurrection and Life (2012, mit Alvin Fielder). Dennis González nahm das Album Renegade Spirits mit Tim Green (Saxophon), Famoudou Don Moye (Schlagzeug) sowie seinen beiden Söhnen Stefan González (Schlagzeug, Bassklarinette) und Aaron González (Bass, Perkussion) auf.

## Titelliste
- Dennis González: Renegade Spirits (furthermore – 001)[1]

1. In the Blink of a Hat 12:55
2. Skin and Bones 5:20
3. Evil Elixir (Aaron González) 6:24
4. Mayombé 5:19
5. Quartège 5:10
6. Flesh and Blood 15:15
7. Zarabanda 7:07
8. Renegade Spirits 7:16
9. Triage 5:42
10. Sangarédi (Famoudou Don Moye) 4:00

Wenn nicht anders vermerkt, stammen die Kompositionen von Dennis González.

## Rezeption
Nach Ansicht von Brian Morton, der das Album in Point of Departure rezensierte, würde das Zusammenspiel von Trompete und Perkussion irgendwie immer irgendein Element von einem Ritual herauf beschwören, sei es martialisch, spirituell oder etwas anderes. Renegade Spirits sei González‘ zufriedenstellendste Platte seit fast zwanzig Jahren. Um ein Gefühl dafür zu vermitteln, was sie nicht ist und welche Art von ritualisierter Darbietung sie zu vermeiden versucht, sollte man sie beispielsweise mit Wadada Leo Smiths Procession of the Great Ancestry vergleichen. Die große Stärke von Renegade Spirits, abgesehen von einem atemberaubenden Spiel der beiden Bläser, sei das Percussion-Setup von Elijah Stafford und ein hervorragend resonanter Sound, der von Marty Monroe und Edward Stafford in der Royal Lane Baptist Church in Dallas eingefangen wurde. Dennis González sei einzigartig und entziehe sich einer einfachen Etikettierung. Es sei zwar noch zu früh, um zu sagen, ob dies eine wichtige Platte ist, aber sie habe diese Aura.